# Antonio Carvalho
Antonio Carvalho é um lutador de MMA canadense, que luta no Peso Pena do Ultimate Fighting Championship. Já lutou em eventos como UFC, Shooto, TKO, Cage Force e Warrior-1 MMA. Carvalho possui vitória notável sobre Hatsu Hioki. Carvalho tem ascendência portuguesa.

## Carreira no MMA
Carvalho fez sua estréia no MMA em 2002 contra Luke Boutin, venceu por finalização. Quando atingiu o cartel de 13V-4D foi contratado para lutar no Ultimate Fighting Championship.

### Ultimate Fighting Championship
Em 2011, Carvalho assinou contrato de mais de uma luta com o UFC. Era esperado para estrear no UFC 134 contra Iuri Alcântara. Mas foi forçado a se retirar devido a uma lesão.
Carvalho teve sua estréia remarcada para o UFC 142 contra Felipe Arantes. Perdeu por Decisão Unânime.
Carvalho era esperado para enfrentar George Roop no UFC 149, mais Roop foi forçado a se retirar devido a uma lesão, e foi substituído por Daniel Pineda. Carvalho venceu por Nocaute no primeiro round.
Carvalho enfrentou Rodrigo Damm no UFC 154, Carvalho venceu por Decisão Dividida.
Carvalho enfrentou Darren Elkins no UFC 158, Carvalho perdeu por Nocaute Técnico. Carvalho foi retirado da promoção.

### World Series of Fighting
Após quase dois anos após ser demitido do UFC e sem fazer nenhuma luta, Pato assinou com o WSOF e enfrentaria Chris Gruetzemacher em 12 de Fevereiro de 2015 no WSOF 18. No entanto, a luta foi cancelada.

## Cartel no MMA
| Cartel no MMA   |             |            |
| 21 lutas        | 15 vitórias | 6 derrotas |
| Por nocaute     | 7           | 3          |
| Por finalização | 3           | 0          |
| Por decisão     | 5           | 3          |

| Res.    | Cartel | Oponente        | Método                           | Evento                         | Data       | Round | Tempo | Local                       | Notas                           |
| ------- | ------ | --------------- | -------------------------------- | ------------------------------ | ---------- | ----- | ----- | --------------------------- | ------------------------------- |
| Derrota | 15-6   | Darren Elkins   | Nocaute Técnico (socos)          | UFC 158: St. Pierre vs. Diaz   | 16/03/2013 | 1     | 3:06  | Montreal, Quebec            |                                 |
| Vitória | 15-5   | Rodrigo Damm    | Decisão (dividida)               | UFC 154: St. Pierre vs. Condit | 17/11/2012 | 3     | 5:00  | Montreal, Quebec            |                                 |
| Vitória | 14–5   | Daniel Pineda   | KO (socos)                       | UFC 149: Faber vs. Barão       | 21/06/2012 | 1     | 1:11  | Calgary, Alberta            |                                 |
| Derrota | 13–5   | Felipe Arantes  | Decisão (unânime)                | UFC 142: Aldo vs. Mendes       | 14/01/2012 | 3     | 5:00  | Rio de Janeiro              |                                 |
| Vitória | 13–4   | Doug Evans      | Decisão (unânime)                | Score Fighting Series          | 10/06/2011 | 3     | 5:00  | Mississauga, Ontario        |                                 |
| Vitória | 12–4   | Juan Barrantes  | KO (soco)                        | Warrior-1 MMA: Judgement Day   | 19/06/2010 | 1     | 2:00  | Laval, Quebec               |                                 |
| Vitória | 11–4   | Eddie Fyvie     | Decisão (unânime)                | Warrior-1 MMA: Bad Blood       | 20/03/2010 | 3     | 5:00  | Montreal, Quebec            | Estréia no Peso Pena            |
| Derrota | 10–4   | Yuji Hoshino    | Decisão (unânime)                | Cage Force                     | 22/06/2008 | 3     | 5:00  | Tóquio                      |                                 |
| Derrota | 10–3   | Hiroyuki Takaya | TKO (joelhadas e socos)          | Shooto - Back To Our Roots 6   | 08/11/2007 | 3     | 1:58  | Tóquio                      | Peso Casado (148 lb)            |
| Vitória | 10–2   | Hatsu Hioki     | Decisão (dividida)               | Shooto: Back To Our Roots 3    | 18/05/2007 | 3     | 5:00  | Tóquio                      |                                 |
| Derrota | 9–2    | Takeshi Inoue   | TKO (socos)                      | Shooto: The Devilock           | 12/05/2006 | 1     | 3:06  | Tóquio                      | Pelo Título Peso Leve do Shooto |
| Vitória | 9–1    | Rumina Sato     | TKO (socos)                      | Shooto                         | 14/02/2006 | 2     | 0:49  | Tóquio                      |                                 |
| Derrota | 8–1    | Jeff Curran     | Decisão (majoritária)            | Ironheart Crown                | 29/11/2005 | 3     | 5:00  | Hammond, Indiana            |                                 |
| Vitória | 8–0    | Takeshi Inoue   | Decisão (majoritária)            | Shooto: Alive Road             | 20/08/2005 | 3     | 5:00  | Kanagawa                    |                                 |
| Vitória | 7–0    | Tommy Lee       | Finalização (triângulo)          | WFF 8: Dominance               | 26/03/2005 | 1     | 2:02  | Vancouver, British Columbia |                                 |
| Vitória | 6–0    | Christian Allen | TKO (socos)                      | IHC 7: The Crucible            | 05/06/2004 | 2     | 3:55  | Hammond, Indiana            |                                 |
| Vitória | 5–0    | John Louro      | Finalização (triângulo de braço) | World Freestyle Fighting 6     | 14/05/2004 | 1     | 2:45  | Vancouver, British Columbia |                                 |
| Vitória | 4–0    | Eric Davidson   | TKO (soco)                       | Ultimate Generation Combat 7   | 06/03/2004 | 1     | 0:45  | Montreal, Quebec            |                                 |
| Vitória | 3–0    | Phillipe Lagace | TKO (socos)                      | TKO Major League MMA           | 06/09/2003 | 2     | 3:10  | Montreal, Quebec            |                                 |
| Vitória | 2–0    | Brian Geraghty  | TKO (golpes)                     | Freestyle Combat Challenge 10  | 22/03/2003 | 2     | 0:35  | Racine, Wisconsin           |                                 |
| Vitória | 1–0    | Luke Boutin     | Finalização (triângulo)          | Maximum Fighting Championship  | 21/09/2002 | 1     | 1:29  | Calgary, Alberta            |                                 |